# Glovo
Glovo — іспанська компанія, яка надає сервіс доставки через мобільний застосунок. Станом на 2021 рік компанія оперує у більш, ніж 25 країнах. Із сервісом співпрацює більше 61 000 кур'єрів.

## Опис сервісу
Через мобільний додаток клієнти можуть замовити будь-який товар невеликого розміру (40x40x30см) вагою до 9 кг. Переважно це їжа, ліки, та документи. У Європі, наприклад, 85 % замовлень складає покупка і доставка їжі. Після оформлення замовлення користувач має можливість відстежувати переміщення кур'єра на маршруті в режимі реального часу.
Більшість кур'єрів пересуваються на велосипедах, мотоциклах і скутерах.
Сервіс доступний через десктоп, IOS та Android.

## Історія
Засновниками стартапу є Оскар П'єр і Саша Мішо.
У березні 2015  відбулась доставка першого замовлення в Барселоні. Протягом цього ж місяця у першому раунді інвестицій компанія отримала 140,000 євро.
Восени 2015 у другому раунді інвестицій компанія залучила 2 млн євро і розпочала свою діяльність у Мадриді та Валенсії.
У березні 2016 придбала італійську компанію Foodinho і почала свою діяльність у Мілані. У серпні того ж року компанія закрила третій раунд інвестицій у розмірі 5 млн євро.
У червні 2016 укладено ексклюзивну угоду з компанією McDonald's Іспанія та Італія для того, щоб співпрацювати з послугою McDelivery.
У вересні зібрала 30 млн євро інвестицій.
У жовтні 2018 почала роботу на ринку України. Станом на 2019 рік працює у 10 містах: Київ, Харків, Одеса, Дніпро, Львів, Запоріжжя, Вінниця, Миколаїв, Чернігів, Черкаси, Полтава, Херсон, Івано-Франківськ, Житомир.
Станом на березень 2020 сервіс працював у 15 містах України.
29 квітня 2021 зазнав кібератаки, за даними компанії, зловмисники не отримали доступу до даних кредитних карток користувачів.

## Географія
Працює в більш ніж 20 країнах світу:

### Азія
- Казахстан
- Киргизстан

### Африка
- Марокко, Єгипет, Кенія, Кот-д'Івуар, Нігерія

### Європа
- Грузія, Іспанія, Італія, Молдова, Польща, Португалія, Румунія, Сербія, Україна, Франція, Хорватія

### Кариби
- Домініканська Республіка

### Південна Америка
- Аргентина, Еквадор, Перу

### Центральна Америка
- Гватемала, Гондурас, Коста-Рика, Панама

## Нагороди
- 2015 — нагорода Google за мобільні інновації в сегменті роздрібної торгівлі.[22]
- Листопад 2016 — нагорода Expansión за найкращі цифрові ідеї в категорії нових бізнес-моделей.[23]
- Травень 2017 — увійшла до рейтингу Топ-40 компаній, які змінять світ.[24]